# Cylindrolaimus obtusus
Cylindrolaimus obtusus is een rondwormensoort uit de familie van de Diplopeltidae. De wetenschappelijke naam van de soort is voor het eerst geldig gepubliceerd in 1916 door Cobb.